# Brahian Ayala
Wilson Brahian Gustavo Ayala Vera (Ypacaraí, departamento Central, Paraguay; 29 de junio de 1995) es un futbolista paraguayo. Juega de lateral por izquierda y su equipo actual es Sportivo Luqueño de la Primera División de Paraguay.

## Carrera

### Rubio Ñu
Ayala comenzó jugando en Rubio Ñu y debutó con 17 años el 1 de diciembre de 2012 en la derrota 0-1 ante Nacional. El joven delantero ingresó a los 30 minutos del segundo tiempo en reemplazo de Robert Piris da Motta. Convertiría su primer gol en 2014, cuando Rubio Ñu fue derrotado por 3 a 1 en condición de local frente a Guaraní.
Durante su paso por el club de Asunción, Ayala jugó 11 partidos y convirtió un gol.

### Caacupé
Al no tener mucha continuidad en Primera División, Ayala fue cedido a Caacupé, equipo de la Segunda División. Debutó el 3 de abril de 2016 en la derrota ante Independiente de Campo Grande por 2-1. Ayala ingresó a los 37 minutos del segundo tiempo por Aureliano Torres.
Convirtió su primer gol el 25 de mayo, cuando Caacupé goleó en condición de visitante por 5 a 2 a Fulgencio Yegros, siendo éste, también, el primer partido que jugó como titular en el equipo del departamento de Cordillera.
Tuvo un fructífero paso por el fútbol de ascenso de Paraguay, ya que en 22 partidos convirtió 11 tantos, siendo uno de los goleadores del equipo que llevaron a Caacupé al sexto puesto en la tabla.

### Independiente de Campo Grande
Su buen torneo en Caacupé logró que Rubio Ñu vuelva a cederlo pero, en esta ocasión, sería a Independiente de Campo Grande, equipo recién ascendido a Primera División. Debutó el 24 de abril de 2017, convirtiendo el único gol de su equipo en la derrota 2-1 frente a General Díaz.
Sumando los campeonatos Apertura y Clausura, Ayala sumó 24 partidos y convirtió 5 goles. La situación del equipo no fue la ideal, ya que debió jugar un desempate con Rubio Ñu para determinar el segundo descenso, aunque terminó venciendo en el desempate por 3 a 1.

### Guaraní
En 2018, Ayala se convirtió en jugador de Guaraní. Debutó el 30 de enero en la derrota 1-0 ante Carabobo por la fase 2 de la Copa Libertadores. Durante la temporada, jugó 13 partidos y no convirtió goles.

### River Plate
A mediados de 2019, tras no tener minutos hasta lo que iba de año, Ayala fue prestado a River Plate. Debutó el 16 de julio en la victoria por 1-2 sobre Presidente Hayes por los treintaidosavos de final de la Copa Paraguay, convirtiendo el gol que le dio la clasificación a la siguiente instancia.
Tras seis meses, Ayala jugó 9 partidos y convirtió dos goles.

### Guaireña
Ayala fue nuevamente prestado en 2020. En esta ocasión a Guaireña. Debutó el 18 de enero en la derrota 3-0 frente a Nacional, ingresando a los 19 minutos del segundo tiempo por Lucas González. Convirtió su primer gol días después, en el empate a 1 contra Sportivo Luqueño.
El jugador nacido en Ypacaraí jugó durante 10 meses en el conjunto de Guairá, y sus números fueron 19 partidos y 4 tantos.

### Nacional
El buen desempeño mostrado en Guaireña logró que Guaraní ceda a Ayala, pero esta vez a Nacional. Debutó el 30 de octubre de 2020 en el empate 1-1 contra 12 de Octubre, ingresando a los 16 minutos del segundo tiempo por Walter Clar. Esa misma temporada convirtió dos goles: ante River Plate y General Díaz.
Ya en 2021, Ayala fue consolidado como titular durante todo el año, llegando a jugar los dos partidos de Nacional por la Copa Sudamericana, que terminó siendo derrota por penales frente a 12 de Octubre. En sus dos temporadas, Ayala jugó 34 partidos y convirtió 5 goles.

### Regreso a Guaraní
Sus buenas actuaciones en Nacional lograron que Ayala regrese a Guaraní, club dueño de su pase. Sin embargo, apenas jugó 6 encuentros durante el Torneo Apertura, incluyendo un encuentro de Copa Libertadores. En julio de 2022 sería rescindido su contrato y pasaría a ser agente libre.

### Quilmes
Luego de casi seis meses sin club, Ayala llegó a un acuerdo con Quilmes, equipo de la segunda división de Argentina, y tendrá su primera experiencia internacional.

## Selección
Ayala fue convocado por la selección sub-20 de Paraguay para jugar el Sudamericano de 2015 celebrado en Uruguay.
Debutó el 26 de enero en el empate sin goles entre el conjunto guaraní y Colombia, siendo titular en el primer tiempo. Luego, sería reemplazado por Enrique Araújo en el entretiempo. El 1 de febrero jugaría su último partido en el campeonato, ingresando a los 23 minutos del segundo tiempo por Sergio Díaz en la derrota 2-0 ante Uruguay.

## Estadísticas

### Clubes
- Actualizado hasta el 16 de agosto de 2025.

| Rubio Ñu Paraguay | 1.ª                 | C-2012              | 1   | 0  | - | - | - | - | 1   | 0  | 0    |
| Rubio Ñu Paraguay | 1.ª                 | A-2013              | 0   | 0  | - | - | - | - | 0   | 0  | 0    |
| Rubio Ñu Paraguay | 1.ª                 | C-2013              | 0   | 0  | - | - | - | - | 0   | 0  | 0    |
| Rubio Ñu Paraguay | 1.ª                 | A-2014              | 0   | 0  | - | - | - | - | 0   | 0  | 0    |
| Rubio Ñu Paraguay | 1.ª                 | C-2014              | 4   | 1  | - | - | - | - | 4   | 1  | 0.25 |
| Rubio Ñu Paraguay | 1.ª                 | A-2015              | 1   | 0  | - | - | - | - | 0   | 0  | 0    |
| Rubio Ñu Paraguay | 1.ª                 | C-2015              | 5   | 0  | - | - | - | - | 5   | 0  | 0    |
| Rubio Ñu Paraguay | Total club          | Total club          | 11  | 1  | - | - | - | - | 11  | 1  | 0.09 |
| Caacupé Paraguay | 2.ª                 | 2016                | 22  | 11 | - | - | - | - | 22  | 11 | 0.5  |
| Caacupé Paraguay | Total club          | Total club          | 22  | 11 | - | - | - | - | 22  | 11 | 0.5  |
| Independiente (CG) Paraguay | 1.ª                 | A-2017              | 8   | 2  | - | - | - | - | 8   | 2  | 0.25 |
| Independiente (CG) Paraguay | 1.ª                 | C-2017              | 16  | 3  | - | - | - | - | 16  | 3  | 0.19 |
| Independiente (CG) Paraguay | Total club          | Total club          | 24  | 5  | - | - | - | - | 24  | 5  | 0.21 |
| Guaraní Paraguay | 1.ª                 | A-2018              | 5   | 0  | - | - | 1 | 0 | 6   | 0  | 0    |
| Guaraní Paraguay | 1.ª                 | C-2018              | 6   | 0  | 1 | 0 | - | - | 7   | 0  | 0    |
| Guaraní Paraguay | 1.ª                 | A-2019              | 0   | 0  | - | - | 0 | 0 | 0   | 0  | 0    |
| Guaraní Paraguay | 1.ª                 | A-2022              | 5   | 0  | - | - | 1 | 0 | 6   | 0  | 0    |
| Guaraní Paraguay | Total club          | Total club          | 16  | 0  | 1 | 0 | 2 | 0 | 19  | 0  | 0    |
| River Plate Paraguay | 1.ª                 | C-2019              | 6   | 0  | 3 | 2 | - | - | 9   | 2  | 0.22 |
| River Plate Paraguay | Total club          | Total club          | 6   | 0  | 3 | 2 | - | - | 9   | 2  | 0.22 |
| Guaireña Paraguay | 1.ª                 | A-2020              | 19  | 4  | - | - | - | - | 19  | 4  | 0.21 |
| Guaireña Paraguay | Total club          | Total club          | 19  | 4  | - | - | - | - | 19  | 4  | 0.21 |
| Nacional Paraguay | 1.ª                 | C-2020              | 5   | 2  | - | - | - | - | 5   | 2  | 0.4  |
| Nacional Paraguay | 1.ª                 | A-2021              | 9   | 0  | - | - | 2 | 0 | 11  | 0  | 0    |
| Nacional Paraguay | 1.ª                 | C-2021              | 18  | 3  | 0 | 0 | - | - | 18  | 3  | 0.17 |
| Nacional Paraguay | Total club          | Total club          | 32  | 5  | 0 | 0 | 2 | 0 | 34  | 5  | 0.15 |
| Quilmes Argentina | 2.ª                 | 2023                | 22  | 1  | - | - | - | - | 22  | 1  | 0.05 |
| Quilmes Argentina | Total club          | Total club          | 22  | 1  | - | - | - | - | 22  | 1  | 0.05 |
| 2 de Mayo Paraguay | 1.ª                 | A-2024              | 18  | 7  | 0 | 0 | - | - | 18  | 7  | 0.39 |
| 2 de Mayo Paraguay | 1.ª                 | C-2024              | 17  | 5  | 0 | 0 | - | - | 17  | 5  | 0.29 |
| 2 de Mayo Paraguay | Total club          | Total club          | 35  | 12 | 0 | 0 | - | - | 35  | 12 | 0.34 |
| Sportivo Luqueño Paraguay | 1.ª                 | A-2025              | 12  | 1  | 0 | 0 | 5 | 2 | 17  | 3  | 0.18 |
| Sportivo Luqueño Paraguay | 1.ª                 | C-2025              | 3   | 1  | 0 | 0 | - | - | 3   | 1  | 0.33 |
| Sportivo Luqueño Paraguay | Total club          | Total club          | 15  | 2  | 0 | 0 | 5 | 2 | 20  | 4  | 0.2  |
| Total en su carrera | Total en su carrera | Total en su carrera | 204 | 41 | 4 | 2 | 9 | 2 | 215 | 45 | 0.21 |
| (1) Las copas nacionales se refiere a la Copa Paraguay. (2) Las copas internacionales se refiere a la Copa Libertadores y a la Copa Sudamericana. (3) Media de goles por encuentro. No incluye goles en partidos amistosos. |                     |                     |     |    |   |   |   |   |     |    |      |

### Selección
| Selección | Año   | Amistosos | Amistosos | Eliminatorias | Eliminatorias | Mundial | Mundial | Copa América | Copa América | Sudamericano Sub-20 | Sudamericano Sub-20 | Mundial Sub-20 | Mundial Sub-20 | Juegos Olímpicos | Juegos Olímpicos | Total | Total | Media goleadora |
| Selección | Año   | PJ        | G         | PJ            | G             | PJ      | G       | PJ           | G            | PJ                  | G                   | PJ             | G              | PJ               | G                | PJ    | G     | Media goleadora |
| --------- | ----- | --------- | --------- | ------------- | ------------- | ------- | ------- | ------------ | ------------ | ------------------- | ------------------- | -------------- | -------------- | ---------------- | ---------------- | ----- | ----- | --------------- |
| Sub-20    | 2015  | 0         | 0         | -             | -             | -       | -       | -            | -            | 2                   | 0                   | -              | -              | -                | -                | 2     | 0     | 0               |
| Sub-20    | Total | 0         | 0         | -             | -             | -       | -       | -            | -            | 2                   | 0                   | -              | -              | -                | -                | 2     | 0     | 0               |